# 施井泰平
施井 泰平（しい たいへい、1977年7月27日 - ）は、東京都出身の現代美術家。スタートバーン株式会社代表取締役。

## 概要
2001年、多摩美術大学絵画科卒業後「インターネットの時代のアート」をテーマに美術制作を開始、2006年から「テクノロジーを使ってアートのインフラを作る」というアートプロジェクトを始めた。評価の定まってないアーティストの作品が売れる可能性を高めるため、初期取引価格を合理的に下げられるよう二次流通時に元のアーティストに還元金が送金される仕組みを発明し特許を取得する。
2014年、起業のメンバーを集めるために入学した東京大学大学院在学中に大学構内にてスタートバーン株式会社を創業。2015年末には、作品を売買し二次販売時に元のアーティストに還元金を送金するプラットフォームをリリースしたが「ここで買った作品を外部のプラットフォームで二次販売されたらどうするの？」という指摘に対応するためにブロックチェーンのリサーチを始める。
2018年にはUTEC（東京大学エッジキャピタルパートナーズ）より出資を受けアート×ブロックチェーンネットワークの構想を公開する。2018年10月には最初のtestnetリリース。2019年にはtestnet Ver.5リリースおよびホワイトペーパーを公開。2020年には「Startrail」に名称変更し、本格稼働を開始。

## 経歴
- 1977年 - 東京生まれ
- 1981年〜1987年 - カリフォルニア州 ロサンゼルス郊外で育つ
- 1994年〜1995年 - ペンシルベニア州 フィラデルフィア郊外に留学
- 1996年 - 渋谷幕張高校卒業
- 2001年 - 多摩美術大学絵画科油絵専攻卒業
- カリフォルニア州 モントレーに滞在
- 2007年〜2011年  - 東京藝術大学非常勤講師
- 2014年 - スタートバーン株式会社を設立（代表取締役）
- 2016年 - 東京大学大学院修了
- 2021年 - 株式会社アートビート代表取締役
- 2022年 - 経済産業省「アートと経済社会を考える研究会」委員
- 2022年 - 東京大学生産技術研究所インタースペース研究センターリサーチフェロー

## 人物
発明家や起業家と、縁の深い家系に生まれた。
- 精密機器関連の会社のサラリーマンとして世界を股にかけていた父（のちに米国企業の日本支社代表となる）。
- 母の大叔父はオイルレスベアリングを発明したオイレス工業株式会社の創業者。
- 母方の祖父も発明家で、水分計や錆の実験機などさまざまなデバイスを開発した山崎精機研究所を創業した人だった。
- 戦時中、日本初の特攻兵器であった人間魚雷「回天」の開発に携わっていたという祖父は、魚雷が敵にぶつかる直前に脱出する装置や遠隔操縦などの提案を試みたが、当時は国賊的発想として受け入れられなかったという。

## 財界からの評価
- SBIホールディングス株式会社代表取締役会長兼社長の北尾吉孝は、2021年7月に行われた2022年3月期第1四半期決算説明会において「スタートバーン社のCEOは極めて優秀」と発言している。[7]。
- 日本ベンチャーキャピタル協会代表理事でUTEC代表取締役社長の郷治友孝が、施井を「劉備っぽい」と評していることを対談で社員が語っている。[8]